# Oliver Palotai

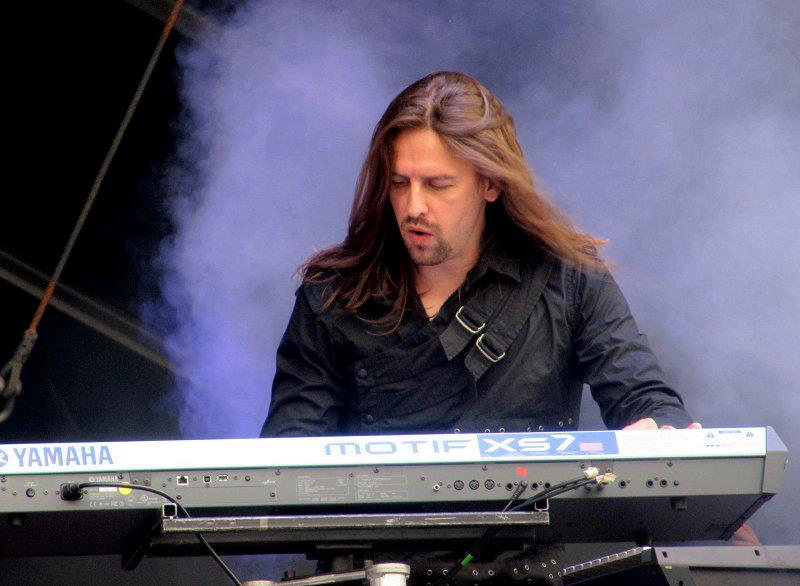
Oliver Palotai mit Kamelot beim Bang Your Head Festival 2012 in Balingen

Oliver Palotai (* 17. März 1974 in Sindelfingen) ist ein deutscher Live- und Studiomusiker und Mitglied der Symphonic-Power-Metal-Band Kamelot. Abseits von der Bühne ist er außerdem als Songwriter, Musikproduzent und Orchestrator tätig.

## Biographie

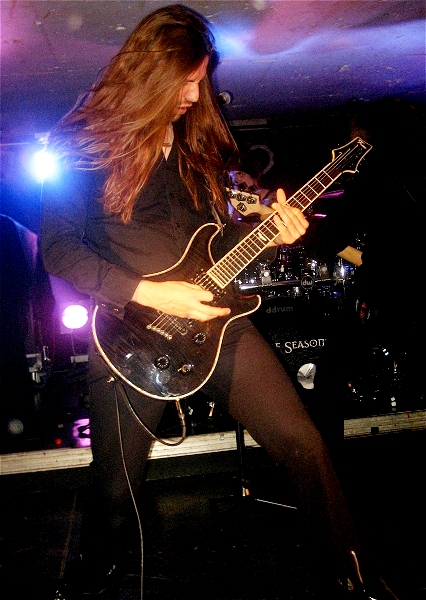
Oliver Palotai live mit Sons Of Seasons in Karlsruhe 2009

Bereits im Alter von acht Jahren begann Oliver Palotai klassisches Klavier spielen zu lernen. Von 1992 bis 1995 besuchte er die Musikschule Tübingen und nahm bei Wieland Harms Unterricht für Jazzgitarre.
Von 1991 bis 1995 war er als freier Journalist bei der Sindelfinger Zeitung und der Kreiszeitung Böblinger Bote im Bereich Musikjournalismus tätig. Bei der Kreiszeitung Böblinger Bote absolvierte er außerdem eine praktische Ausbildung im Bereich Journalismus. Anschließend konzentrierte er sich jedoch vollständig auf die Musik und studierte an der Academy of Contemporary Music in Zürich und bei David Gazarov in München. An der Hochschule für Musik Nürnberg-Augsburg studierte er unter Prof. Martin Schrack. Im Jahre 2002 erhielt er sein Diplom als Musiklehrer und 2003 machte er seinen Abschluss als professioneller Musiker.
Während des Studiums war Oliver Palotai von 1998 bis 2001 Mitglied des Landesjugendjazzorchesters Baden-Württemberg, unter der Leitung von Prof. Bernd Konrad.
1999 gewann er mit dem Jazz Quintett Keechero den 1. Preis bei Jugend Jazzt, veranstaltet vom Deutschen Musikrat in Rostock. Bei Jugend Jazzt handelt es sich um einen der wichtigsten deutschen Wettbewerbe für junge deutsche Jazz-Musiker. Die Band gewann einen Plattenvertrag bei Mons Records. Mit der Band Psilocybe gewann er den 3. Platz beim Deutschen Rock & Pop-Preis in Köln, dem größten deutschen Wettbewerb für Rock- und Pop-Musiker.
Im Jahre 2001 begann er als Keyboarder und Gitarrist für Doro Pesch (ex-Warlock) in ihrer Solo Band zu spielen. Es folgten Tourneen rund um die Welt (2001–2007) und 2002 die Arbeit am Studioalbum Fight. Danach war er auch auf den Studio-Alben Classic Diamonds (2004), Warrior Soul (2006) und Fear No Evil (2009) zu hören. Für Classic Diamonds schrieb er außerdem eine Teil der Orchesterarrangements.
Von 2003 bis 2007 spielte er außerdem als Live-Musiker (Gitarre/Keyboards) in verschiedenen bekannten Metal-Bands, wie zum Beispiel Circle II Circle (2003), BLAZE (2004–2007) und Uli Jon Roth (2004).
Neben den Tourneen in der Welt des Metal war er auch weiterhin in anderen Bereichen der Musik zu finden. So gewann er 2003 mit dem Paduiva-Trio und seine eigenen Kompositionen den 1. Preis beim Wettbewerb für Jazz Bands des Rotary Clubs/HfM Nürnberg. Beim Classic Night Symphony Orchester spielte er 2004 Keyboards und war für die Arrangements zuständig.
Im Jahre 2005 trat er der amerikanischen Symphonic-Metal-Band Kamelot als Keyboarder bei. Es folgten regelmäßige Touren rund um den Globus. Sein erstes Album mit Kamelot war die Live-CD/DVD One Cold Winter’s Night (2006). Seither war er außerdem auf den Studio-Alben Ghost Opera (2007), Poetry For The Poisoned (2010) und Silverthorn (2012) zu hören. Bei Silverthorn war er auch erstmals intensiv am Songwriting und an den Orchestrationen beteiligt.
2007 wurde er auf Metal-Temple.net als Bester Keyboarder gewählt. Im selben Jahr gründete Palotai Sons of Seasons, seine erste eigene Band. Ein Jahr später erhielt die Band bei Napalm Records einen Plattenvertrag. Seither sind das Debütalbum Gods Of Vermin (2009), sowie das Nachfolgewerk Magnisphyricon (2011) veröffentlicht worden.
In den vergangenen Jahren verschob sich Oliver Palotais Schwerpunkt etwas, weg von hauptsächlicher Tätigkeit als Livemusiker, hin zur Arbeit im Studio. Seit 2012 ist Oliver Palotai außerdem als Musiklehrer an der Schule für Musik, Theater und Tanz (SMTT) in Sindelfingen tätig.
Im Oktober 2013 bekamen er und seine langjährige Partnerin, Simone Simons, ihr erstes Kind.

## Diskografie
DORO
- 1998: Arrival (CD)
- 2002: Fight (CD)
- 2003: Für Immer (DVD)
- 2004: Classic Diamonds (CD/DVD)
- 2006: Warrior Soul (CD)
- 2009: Fear No Evil (CD)
- 2011: 25 Years in Rock (CD/DVD)

KAMELOT
- 2006: One Cold Winter’s Night (CD/DVD)
- 2007: Ghost Opera (CD)
- 2010: Poetry For The Poisoned (CD)
- 2012: Silverthorn (CD)

SONS OF SEASONS
- 2009: Gods Of Vermin (CD)
- 2011: Magnisphyricon (CD)

Weitere Projekte/Gastauftritte/Studio Arbeiten
- 1999: Keechero – Live in Rostock (CD)
- 2002: Handcraft (CD)
- 2002: Jugend Jazzorchester – Young Blood (CD)
- 2003: Jurij Kravets (CD)
- 2009: Epica – The Classical Conspiracy (CD)
- 2010: Liv Kristine – Skintight (CD)
- 2010: Eternal Reign – The Dawn Of Reckoning (CD)
- 2011: Kaktus Project – Superstition (CD)
- 2013: Seelenreisen – Himmel & Erde (CD)

Live-Auftritte mit
Adam Nussbaum, Pete York, Bruno Castellucci, Peter Herbolzheimer, Peter Weniger, Claus Stötter, Nils Wogram, Ack van Rooyen, Jiggs Whigham, Ron Williams, Johannes Faber, Zak Stevens, Blaze Bayley, Lemmy Kilmister, Mikkey Dee, Jean Beauvoir, Chris Caffery, Düsseldorfer Symphoniker, Symphonic Orchestra Miskolc, Classic Night Orchestra etc.
Workshops mit
Richie Beirach, David Liebman, Scott Henderson, Valery Ponomarev, Steffen Schorn, Billy Sheehan

## Ausrüstung
- Yamaha
- Fame

## Belege
1. ↑  Simone and Oliver have a little boy!, kamelot.com. Abgerufen am 3. Februar 2014.

| Personendaten    | Personendaten                    |
| ---------------- | -------------------------------- |
| NAME             | Palotai, Oliver                  |
| KURZBESCHREIBUNG | deutscher Rockmusiker (Keyboard) |
| GEBURTSDATUM     | 17. März 1974                    |
| GEBURTSORT       | Sindelfingen                     |